# Lamb of God (álbum)
Lamb of God es el décimo álbum de estudio homónimo de la banda estadounidense de groove metal Lamb of God. El álbum se programó inicialmente para su lanzamiento el 8 de mayo de 2020 a través de Nuclear Blast Records, pero luego se retrasó hasta el 19 de junio debido a la pandemia de COVID-19. Este álbum homónimo es el primero en presentar a Art Cruz como reemplazo del baterista original Chris Adler, quien dejó la banda en julio de 2019. Al igual que con todos sus álbumes desde Sacrament de 2006, este álbum fue producido, diseñado y mezclado por su colaborador Josh Wilbur.

## Lista de canciones
| N.º   | Título                                        | Duración |  |
| 1.    | «Memento Mori»                                | 5:48     |  |
| 2.    | «Checkmate»                                   | 4:30     |  |
| 3.    | «Gears»                                       | 3:55     |  |
| 4.    | «Reallity Bath»                               | 4:32     |  |
| 5.    | «New Colossal Hate»                           | 4:30     |  |
| 6.    | «Resurrection Man»                            | 4:59     |  |
| 7.    | «Poison Dream (con Jamey Jasta de Hatebreed)» | 4:57     |  |
| 8.    | «Routes (con Chuck Billy de Testament)»       | 3:05     |  |
| 9.    | «Bloodshot Eyes»                              | 3:57     |  |
| 10.   | «On the Hook»                                 | 4:30     |  |
| 44:42 |                                               |          |  |

| Pistas incluidas en el Deluxe Edition |                           |          |  |
| N.º                                   | Título                    | Duración |  |
| 11.                                   | «Ghost Shaped People»     | 4:05     |  |
| 12.                                   | «Hyperthermic/Accelerate» | 4:04     |  |
| 52:51                                 |                           |          |  |

## Personal
- Art Cruz – batería
- Willie Adler – guitarra
- Randy Blythe – voz
- Mark Morton – guitarra
- John Campbell – bajo